# 120mm 자주박격포
120mm 자주박격포는 주로 연대급 지원화기로 쓰기 위하여 세계각국에서 개발한 자주박격포 체계이다.

## 종류

### KSM-120 비격
2022년 6월 10일에 명칭이 공개되었다.

#### 역사
비격 120mm 자주박격포는 한국 한화디펜스에서 개발한 자주박격포이다.
자동화된 120mm 박격포를 K200A1 궤도형 장갑차에 장착했다.
기존 4.2인치 M30 박격포 대비 사거리가 최대 2.3배, 화력이 1.9개 증가했다.
박격포 탑재 모델인 K242 장갑차는 4.2인치, K281 장갑차는 81mm 박격포를 탑재하고 있다.
413억원의 개발비에, 한화디펜스, S&T중공업 등 국내 방산업체들과 100여 개 중소협력업체가 참여해 '국산화율 100%'를 달성했다.
2022년 1월 25일 자주박격포와 사격지휘차량의 초도생산분이 군에 배치되어 야전운용시험에 들어갔다.

#### 제원
- 승무원: 4 명
- 사거리: 12 km
- 최고속도: 70 km/h
- 최대발사속도: 8발/분
- 지속발사속도: 3발/분

### 2S31 베나
러시아에서 개발 및 제작 운용하는 자주박격포이다.

### AMOS 자주박격포
핀란드 및 스웨덴에서 개발 및 제작 운용하는 자주박격포이다.

### 2S9 노나-S
구소련에서 개발 및 제작 운용하는 자주박격포이다.

### 96식 120mm 자주박격포
일본에서 개발 및 제작 운용하는 자주박격포이다.